# Cornuscoparia annulicornis
Cornuscoparia annulicornis är en skalbaggsart som först beskrevs av Heller 1897.  Cornuscoparia annulicornis ingår i släktet Cornuscoparia och familjen långhorningar. Inga underarter finns listade i Catalogue of Life.